# پاپ مرده‌است
«پاپ مرده است» (به انگلیسی: Pop Is Dead) نام آهنگی از گروه آلترنیتیو راک انگلیسی ردیوهد است که در سال ۱۹۹۳ و خارج از آلبوم‌های گروه منتشر شد.
«پاپ مرده است» تنها چند ماه بعد از انتشار تک‌آهنگ موفق گروه «خزش» و آلبوم اول آنها پابلو هانی منتشر شد و در بریتانیا به رتبه چهل و دوم رسید.

## لیست آهنگ‌ها
- Pop Is Dead
- Banana Co. (Acoustic)
- Creep (Live)
- Ripcord (Live)